# Caranx caballus
Caranx caballus är en fiskart som beskrevs av Günther, 1868. Caranx caballus ingår i släktet Caranx och familjen taggmakrillfiskar. IUCN kategoriserar arten globalt som livskraftig. Inga underarter finns listade.